# Comté de Beaverhead
Pour les articles homonymes, voir Beaverhead et Beaver.
Le comté de Beaverhead est l’un des 56 comtés de l’État du Montana, aux États-Unis, le plus grand de l’État en superficie. En 2010, la population était de 9 246 habitants. Son siège est Dillon. Le comté a été créé en 1864.

## Géolocalisation
| Comté de Ravalli      | Comté de Deer Lodge Comté de Silver Bow |                         |
| Comté de Lemhi, Idaho | Comté de Beaverhead                     | Comté de Madison        |
|                       | Comté de Clark, Idaho                   | Comté de Fremont, Idaho |

## Principales villes
- Dillon
- Lima